# تيو غونزاليس
تيو غونزاليس (بالإسبانية: Teo Gonzalez)‏ هو رسام إسباني، ولد في 7 أغسطس 1964.